# 1796年莱茵战役
在1796年7月至1797年2月的一系列莱茵战役中，两支反法同盟集团军于卡尔大公的统率下，运用计谋击退了法兰西共和国的两支集团军。这是第一次反法同盟战争（法国大革命战争的一部分）的最后一场大规模战役。
法国对奥地利的军事战略是要求三管齐下入侵包围维也纳，在理想的情况下可占领这座城市，迫使神圣罗马皇帝就范，以接受法国大革命的领土完整。法国人派出了由儒尔当率领的桑布尔与默兹集团军，对抗北部的奥地利下莱茵集团军；由让·维克多·莫罗率领的莱茵与摩泽尔集团军，迎战南部的奥地利上莱茵集团军；而第三支集团军，即意大利集团军，则由拿破仑亲自指挥，穿过意大利北部逼近维也纳。意大利集团军的早期胜利最初迫使同盟指挥官卡尔大公将达戈贝特·西格蒙德·冯·武姆泽指挥的25000名士兵转移到意大利北部。这削弱了沿莱茵河从巴塞尔到北海间340公里战线的盟军力量。后来，儒尔当的桑布尔与默兹集团军做了一次佯攻，诱使卡尔将部队进一步向北转移，让莫罗在6月24日的凯尔之战中渡过莱茵河，击败了大公的帝国分遣队。7月下旬，法国集团军深入德意志东部和南部，逼迫神圣罗马帝国的南部各邦签订了惩罚性的停战协议。到了8月，法军因战线扩张而过于分散，法国将领之间的竞争也使两军之间的合作变得复杂。由于两支法国集团军独立作战，卡尔得以让马克西米利安·巴耶·冯·拉图尔率领一支较弱的集团军挡在最南端的莫罗前面，并籍此向身处北部的威廉·冯·瓦滕斯莱本的部队转移了许多援军。
在8月24日的安贝格之战和9月3日的维尔茨堡之战中，卡尔击败了儒尔当的北方集团军，迫使法军后撤，最终撤退至莱茵河西岸。随着儒尔当战败并退入法国，卡尔派弗朗茨·冯·韦尔内克去监视桑布尔与默兹集团军，以确保他们不会试图在莱茵河东岸夺回据点。在设法得到布鲁赫萨尔和凯尔的莱茵河渡口后，卡尔又迫使莫罗向南后撤。冬季，奥地利人在对凯尔和许宁根的围城战中瓦解了法国人的桥头堡，迫使莫罗的集团军撤回法国。尽管卡尔在莱茵兰取得了成功，但奥地利人仍在意大利的战事中不敌拿破仑，最终导致《坎波福尔米奥条约》的签署。

## 背景
欧洲的统治者最初将法国大革命视为法国国王路易十六及其臣民之间的内部争端。随着革命性的言辞甚嚣尘上，欧洲的君主们声明他们的利益与路易及其家族的利益是一致的。1791年8月27日发布的《皮尔尼茨宣言》威胁称，如果法国王室发生任何不测，将会导致不明朗但相当严重的后果。流亡的法国保皇派也得到了哈布斯堡王朝、普鲁士人和英吉利人的支持，继续煽动反革命。
最后，在1792年4月20日，法国国民公会向哈布斯堡君主国宣战，将整个神圣罗马帝国推向战争状态。因此，在第一次反法同盟战争中，法国与大多数同它有陆地或水域边界的欧洲国家，加上大不列颠王国、葡萄牙王国和奥斯曼帝国展开了对抗。
从1793年到1795年，法国人的成就各不相同。到1794年，法兰西共和国的军队处于分裂状态。最激进的革命者肃清了军队中所有可能忠于旧制度的人。“大规模征兵”造就了一支由数千名未受过训练的文盲组成的新军队，这些人由军官指挥，他们的从军资格可能是来自对革命的忠诚，而非各自的军事头脑。传统的军事组织被新成立的半旅（由旧的军事编制和新的革命组织合并而成的编制）所破坏：每个半旅包括一支旧派王家部队和两支新的大规模征兵部队。在1795年的莱茵战役中，这支革命军的损失令法国公众和政府倍感失望。
更有甚者，到1795年，由于军队贪婪地依赖农村的物质支持以及普遍存在的违法乱纪行为，再通过谣言和行动的传播，他们已经在整个法国引起了人们的憎恶。1796年4月以后，部队的军饷改用金属货币而非毫无价值的纸币支付，但仍有大量拖欠。法国督政府认为，战争应该以战养战，而不是用预算来支付、供养和装备军队。因此，出于财政预算和国内治安的原因，一场将军队撤出法国的运动变得日益迫切。

### 政治

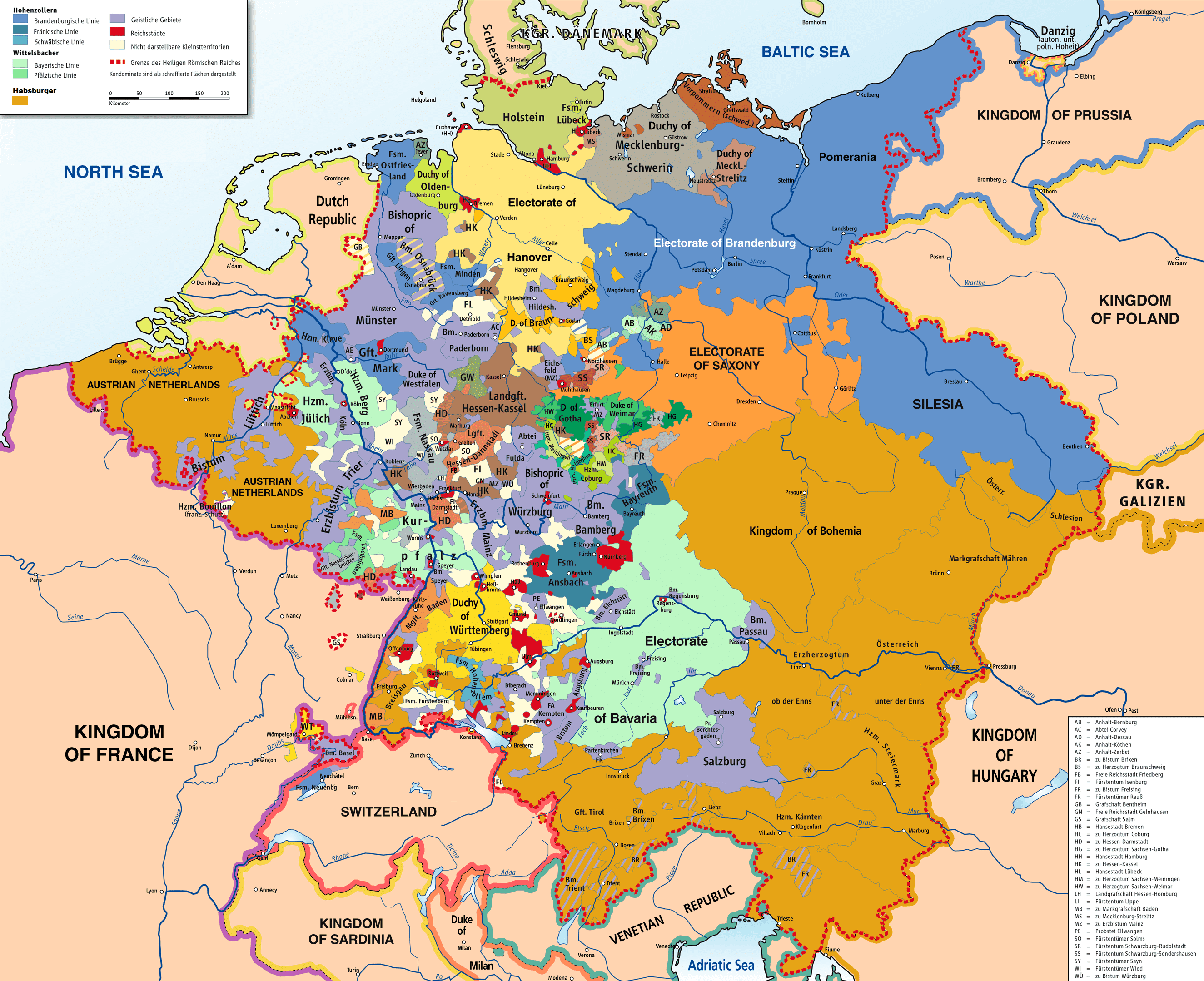
神圣罗马帝国的众多邦国在莱茵河东岸尤为密集。

位于莱茵河东岸的德意志各邦是欧洲中部被称为神圣罗马帝国的庞大领土的一部分，奥地利大公国作为其中的一个主要政体，其大公通常担任神圣罗马皇帝。法国政府将神圣罗马帝国视为主要的大陆敌人。在1796年后期，帝国的领土由逾1000个政治实体组成，当中包括位于德意志西南部的布赖斯高（哈布斯堡）、奥芬堡和罗特韦尔（自由市）、属于菲斯滕贝格和霍亨索伦王室家族的领地、巴登藩侯国、符腾堡公国，以及数十个教会政体。这些领土中有许多都并非彼此相邻的：一条村庄可能主要属于一个政体，但其中的一座农场、一所房子，甚至是一到两块田地，则可能属于另一个政体。这些政体的规模和影响各不相同，从小国政体（面积不过数平方英里的小国，或包括几个不毗连的小地块）到巴伐利亚和普鲁士这样相当广阔、界限分明的领土。
这些邦国的治理方式也各不相同：它们包括帝国自由市（规模和影响也不同）、教会领地和诸如符腾堡这样的王朝政权。通过帝国行政圈的架构，各邦国圈层整合了资源、并促进了包括经济合作和军事保护在内的区域及组织利益。倘若没有像奥地利、普鲁士、萨克森和巴伐利亚这样的主要邦国的参与，这些小国便很容易受到入侵和征服——因为他们无法独力保卫自己。

### 地缘

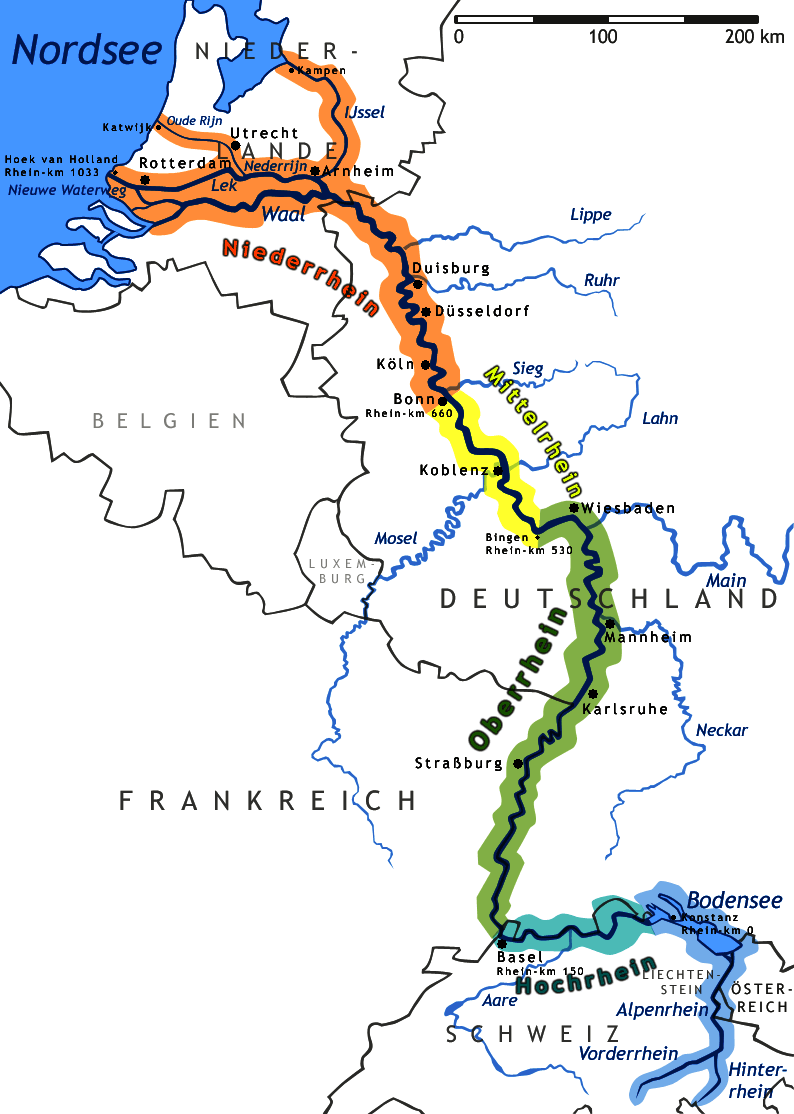
莱茵河地图展示了杜塞尔多夫及其北部的锡格河与兰河、南部的斯特拉斯堡与曼海姆。冲突双方都认为莱茵河是重要的地理资源，是战斗人员之间的天然边界。控制莱茵河渡口的国家便控制了通往另一个国家的通道。

莱茵河形成了神圣罗马帝国德意志各邦与其邻国之间的天然边界。任何一方的任何攻击都需要控制过境点（渡口）。这条河发源于瑞士格劳宾登州的托马湖附近，沿着与列支敦士登接壤的阿尔卑斯地区，向北流入博登湖，并在那里穿过湖泊。从博登湖开始，这条河于施泰因流出湖泊，然后沿着德意志各邦和瑞士各州的边界向西流动。在施泰因至巴塞尔之间绵延约150公里的河段，被称为“高莱茵”，它从莱茵瀑布附近的陡峭山坡上穿过，流经砾石层；在诸如劳芬堡的险峻地方之前，或是与河面逐渐扩大的阿勒河在阿尔高的科布伦茨汇合之后，它都是以急流的形式移动。
在地势平坦的巴塞尔，莱茵河于莱茵之膝处向北转了一个大弯，从而进入当地人所称的“莱茵河沟”（Rheingraben）。这是一条宽约31公里的裂谷的一部分，它以东部（德国一侧）的黑林山脉和西部（法国一侧）的孚日山脉为边界。在东部泛洪平原的最边缘，支流将纵深的隘道阻隔在山脉的西部斜坡带上；这在1796年多雨的秋天变得尤为重要。再往北，河流变得更深更快，直到它扩大成一个三角洲，注入北海。在1790年代，这一河段是荒凉且变化莫测的，军队需要冒着危险过河。河道蜿蜒穿过沼泽和草地，形成了树木和植被的岛屿，这些岛屿周期性会被洪水淹没。山洪暴发还可能会淹没农庄和田野。任何想要穿越这条河的军队都必须经由特定的地点：在1790年，系统性的高架桥和堤道使过河变得可靠，但它们只在凯尔、斯特拉斯堡、许宁根、巴塞尔和北部的曼海姆才有。有时，在凯尔和许宁根之间的新布里萨克也可以进行横渡，但由于桥头堡很小，因此并不可靠。只有在凯泽斯劳滕以北，这条河才有了明确的河岸，那里加固的桥梁可提供可靠的过境点。

## 作战计划
1795年的莱茵战役结束时，双方宣布休战，但各自仍在继续谋划作战。在1796年1月6日颁布的法令中，五名法国督政府首脑之一的拉扎尔·卡诺将德意志战场的优先级调至高于意大利战场。法兰西第一共和国的财政状况不佳，因此其军队将会入侵新的领土，然后在被征服的土地上生活。得知法国人计划入侵德意志后，奥地利人于1796年5月20日宣布，休战将于5月31日结束，并为应对入侵作准备。

### 哈布斯堡及帝国编制
最初，哈布斯堡王朝暨帝国军队的人数约为125000人，共包括三个自治兵团，其中的90000人由神圣罗马皇帝弗朗茨二世的胞弟、时年25岁的卡尔大公指挥。在莱茵战役展开之前，当拿破仑初战告捷的消息传来后，达戈贝特·西格蒙德·冯·武姆泽又带领其中的25000人驰援意大利。在新的形势下，皇帝的军事顾问——帝国宫廷法院将从边境省份调来的奥地利军队以及神圣罗马帝国的分遣队（行政圈军）的指挥权都交给了卡尔。奥地利人的策略是占领特里尔，并利用西岸的这一阵地对法军实施依次打击；即便做不到这一点，大公也得坚守其阵地。
由符腾堡公爵斐迪南·腓特烈·奧古斯特率领的20000人右翼（北翼）部队，身处莱茵河东岸的锡格河后方，负责监视杜塞尔多夫的法国桥头堡。他的一部分兵力还会在西岸和纳厄河后方巡逻。美因茨要塞和埃伦布赖特施泰因要塞的驻军总数超过10000人，其中埃伦布赖特施泰因要塞有2600人。卡尔将他的主力部队集中在卡尔斯鲁厄和达姆施塔特之间，由麾下一位更有经验的将军拉图尔伯爵指挥，那里是莱茵河与美因河交汇的地方，遭受袭击的可能性很大；这些河段拥有良好的桥渡和相对明确的河岸，是进入德意志东部各邦并最终到达维也纳的门户。另有一支部队占领了西岸的凯泽斯劳滕。威廉·冯·瓦滕斯莱本的自治兵团则覆盖了美因茨至吉森之间的防线。
在安东·什塔雷、米夏埃尔·冯·弗勒利希和孔代亲王路易·约瑟夫的领导下，极左翼守卫着从曼海姆到瑞士间的莱茵河边境。这部分军队包括从帝国行政圈征召的士兵。卡尔不喜欢在任何重要的地点使用民兵，一旦他明白法国人打算从莱茵河中游渡河，大公便毫不犹豫地将民兵部署至凯尔。1796年春，随着战争似乎即将再次爆发，包括上施瓦本大部分（教会、世俗和王朝）政体在内的88个施瓦本行政圈成员，筹集到一支约7000人的小部队。这些士兵大多是务农工人，偶尔也有熟练工和临时招募的散工，但都没有接受过军事方面的训练。其余的兵力包括驻扎在拉施塔特北部且经验丰富的哈布斯堡边防部队、一支法国保皇派骨干部队以及驻扎在弗赖堡的数百名雇佣兵。
与法国人相比，在从瑞士延伸至北海的340公里莱茵河战线——也就是贡特尔·罗滕贝格所说的“细白线”上，卡尔的兵力只有对手的一半。帝国军队无法以足够的纵深覆盖从巴塞尔到法兰克福的领土，去抵抗对手的压力。

### 法国编制
拉扎尔·卡诺的宏伟计划要求两支法国集团军沿莱茵河向奥军侧翼发起进击。这两支集团军由两名最富经验的将军——让-巴蒂斯特·儒尔当和让·维克多·莫罗指挥，他们于1796年战役开始时分别率领了桑布尔与默兹集团军以及莱茵与摩泽尔集团军。
莫罗的集团军驻扎在莱茵河以东的许宁根，其中心向北沿奎希河延伸至兰道附近，左翼则向西延伸至萨尔布吕肯。莱茵与摩泽尔集团军共有步兵71581人、骑兵6515人，不含炮兵和工兵。桑布尔与默兹集团军的80000兵力则占据了莱茵河西岸，其范围南至纳厄河，然后向西南方向直抵圣文德尔。在集团军的左（北）翼，让-巴蒂斯特·克莱贝尔有22000名士兵驻扎在杜塞尔多夫莱茵河东岸的一座桥头堡，那里有一个由壕沟筑起的营地。克莱贝尔将从杜塞尔多夫向南推进，而儒尔当的主力将包围美因茨，然后越过莱茵河进入弗兰肯。他们希望这次推进能促使奥地利人从莱茵河西岸撤出全部兵力，以应对法国人的猛攻。一旦儒尔当在杜塞尔多夫附近的行动能引起北方奥地利人的注意，莫罗便可率领莱茵与摩泽尔集团军从新布里萨克、凯尔和许宁根越过莱茵河，入侵巴登藩侯国、围攻或占领曼海姆，进而征服施瓦本和巴伐利亚。莫罗的最终目标是维也纳；而儒尔当在仲夏的时候理论上应该已经占领了弗兰肯的大部分地区，他将转向南方，成为莫罗向哈布斯堡首都挺进的后防线。
同时，拿破仑·波拿巴要入侵意大利，迫使撒丁尼亚王国中立，并从奥地利人手中夺取伦巴第。之后，法国的意大利集团军奉命将经由蒂罗尔翻越阿尔卑斯山，与其他法国集团军会合，在德意志南部击溃奥地利军队。到1796年春，儒尔当和莫罗各有70000人，而拿破仑的集团军有63000人，包括预备役部队和卫戍部队。弗朗索瓦·克里斯多夫·凯勒曼也依仗20000人的阿尔卑斯集团军，占领了当代瑞士的西侧、介乎于莫罗和拿破仑之间的区域；在法国南部还有一支规模较小的集团军，但在莱茵战役中没有发挥作用。

## 行动

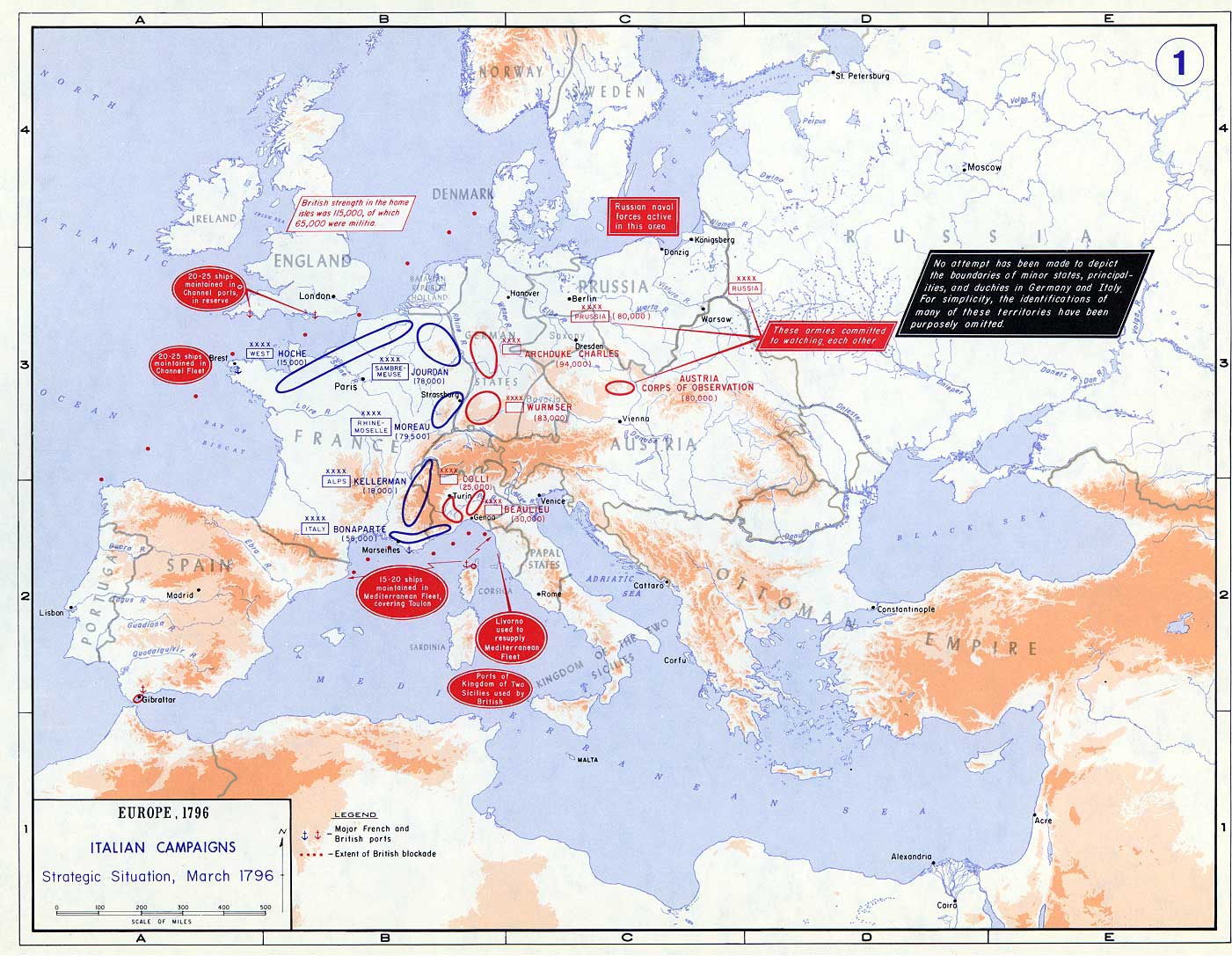
1796年的欧洲战略局势

### 跨越莱茵河
根据计划，克莱贝尔首先出击，从杜塞尔多夫向南进攻符腾堡公爵的下莱茵集团军一翼。1796年6月1日，克莱贝尔的一个师团在弗朗索瓦·约瑟夫·勒费弗尔的指挥下，从锡格堡的米夏埃尔·冯·金迈尔手中夺取了奥地利人的一座桥。与此同时，由克劳德-西尔维斯特·科劳率领的第二支法国师团也在威胁着奥地利人的左翼。符腾堡向南撤退到乌克拉特，但随后又继续退至阿尔滕基兴一个防御严密的阵地。6月4日，克莱贝尔在阿尔滕基兴之战中击败符腾堡，俘虏了1500名奥地利士兵并缴获12门大炮和4面旗帜。卡尔遂将奥地利军队撤出莱茵河西岸，并将保卫美因茨的主要责任交给上莱茵集团军。此次挫折之后，卡尔用瓦滕斯莱本取代了符腾堡，这让后者非常恼火：公爵回到维也纳，向帝国枢密院提出了他对卡尔决策的持续批评，并就如何更好地从首都管理战争提出了建议。儒尔当的主力部队于6月10日在新维德跨越莱茵河，加入克莱贝尔，桑布尔与默兹集团军向兰河挺进。
卡尔留下12000名士兵守卫曼海姆，将军队重新部署在两军之间，并迅速向北移动以对抗儒尔当。1796年6月15日，大公在韦茨拉尔之战中击败了桑布尔与默兹集团军，儒尔当遂不失时机地回到新维德莱茵河西岸的安全地带。之后，奥地利人在乌克拉特与克莱贝尔的师团发生冲突，法军伤亡3000人，而己方损失仅600人。取得胜利之后，卡尔把35000人留给瓦滕斯莱本，另外30000人留在美因茨和其他要塞，自己随即带着20000人的部队南下协助拉图尔。克莱贝尔则撤退至杜塞尔多夫的防线。
对盟军而言，这一行动并非完全成功。当卡尔在韦茨拉尔和乌克拉特造成伤害时，6月15日，路易·德赛的30000大军在毛达赫击溃了弗朗茨·佩特拉施麾下的11000名奥地利士兵。法军伤亡600人，而奥地利人的伤亡却是法国人的三倍之多。莫罗在佯攻曼海姆附近的奥地利阵地之后，派遣集团军从施派尔向南往斯特拉斯堡强行军；6月23－24日夜间，德塞率领先头部队在斯特拉斯堡附近的凯尔越过莱茵河。
盟军在凯尔的阵地只有谨慎的保护。6月24日，德塞的先头部队以27000名步兵和3000名骑兵为主力，在桥上轻易击败了远逊于自己的施瓦本务农工人。在第一次凯尔战斗中，10065名参与初始进攻的法军只仅录得150人伤亡。施瓦本人寡不敌众，无人增援。莱茵河的大多数帝国军队都留在曼海姆附近，卡尔在那里预见了主要攻击的发生。无论是孔代在弗赖堡的部队还是菲斯滕贝格的卡尔·阿洛伊斯在拉施塔特的部队都无法及时到达凯尔支援他们。施瓦本人伤亡700，损失了14门炮和22辆弹药车。莫罗于6月26－27日增援了他新夺得的桥头堡，这样他就有30000名士兵来对抗只有18000名驻扎在当地的盟军部队。莫罗将德拉伯德的师团留在西岸，以监视新布里萨克至许宁根间的莱茵河段，自己则向北推进去对抗拉图尔。在与主帅分离之后，由弗勒利希和孔代指挥的奥地利军队左翼向东南撤退。6月28日，德塞在伦兴追上了由什塔雷率领的9000名奥地利和帝国军部队。法军仅以200人的伤亡为代价，就造成了对手550人伤亡，同时俘获850人、7门炮和2辆弹药车。
此外，就在莫罗的先头部队越过凯尔的同一天，皮埃尔·马利·巴泰勒米·费里诺也在巴塞尔附近的许宁根完成了一次全面渡河，率领第16和第50半旅，第68、第50和第68线列步兵团，以及六个骑兵中队（包括第3、第7骠骑支队和第10龙骑支队），沿着德意志一侧的莱茵河岸向东挺进，没有遭到任何抵抗。这使法国人取得了预期的夹击效果：桑布尔与默兹集团军从北面逼近，莱茵与摩泽尔集团军的大部从中部越过，而费里诺的部队则从南部越过。
在一天之内，莫罗共有四个师越过莱茵河，标志着法军的计划取得了基础性的成功，并以其敏锐的态度执行着他们的计划。从南部开始，费里诺对弗勒利希和孔代实施压迫，肃清了东北偏东往菲林根方向的广阔区域，而洛朗·古维翁-圣西尔则追击帝国军，把他们赶到了拉施塔特。拉图尔和什塔雷试图守住穆尔格河的防线。法国人雇佣了19000名步兵和1500名骑兵至亚历山大·卡米尔·塔波尼和弗朗索瓦·安东尼·路易·布尔西耶麾下的师团。奥地利人在菲斯滕贝格和约翰·梅扎罗什·冯·索博斯洛的指挥下，动员了6000名士兵参与行动。法军共俘获了200名奥地利人和3门野战炮。1796年7月5日，德赛将他的两翼都调转过来，在拉施塔特之战中击败拉图尔，将后者的帝国和哈布斯堡联军赶回了阿尔布河之后。哈布斯堡和帝国军队没有足够的兵力来抵挡莱茵与摩泽尔集团军，他们需要卡尔的增援，而卡尔此时正盘踞北方，把儒尔当困在莱茵河西岸。
| 6月4日 阿尔滕基兴                              | 11000人                | 6500人             | 法军 | 盟军部队撤退至兰河东南侧。法国人损失不大；奥地利人损失了2个营和10门炮。 |
| 6月9日 封锁                                    | 约5700人               | 10000人            | 盟军 | 美因茨和埃伦布赖特施泰因的防御工事分别在美因河与莱茵河、莱茵河与摩泽尔河的汇合处提供了一个重要的要塞。6月9日开始对埃伦布赖特施泰因实施封锁，6月14日开始对美因茨实施封锁。 |
| 6月15日 毛达赫                                 | 27000名步兵 3000名骑兵 | 11000人            | 法军 | 凯尔以北、上莱茵河段系列行动的序幕。莫罗和儒尔当协同佯攻，使卡尔相信主要袭击将发生在莱茵河与摩泽尔河和美因茨河交汇处或更北的地方。盟军损失了10%的战力，分别为失踪、阵亡或负伤。 |
| 6月15日 韦茨拉尔及乌克拉特                     | 11000人                | 36000人 非全数参战 | 盟军 | 法国人在早期的冲突之后撤退，并拆分部队。儒尔当向西移动以保卫莱茵河上新维德的桥头堡，克莱贝尔向更北的杜塞尔多夫壕沟营地移动。卡尔紧随其后，并从斯特拉斯堡和施派尔之间的部队中吸取了一些兵力。 |
| 6月23－24日 凯尔                               | 10000人                | 7000人             | 法军 | 在佯攻北部之后，莫罗的一万先遣兵力以27000名步兵和3000名骑兵为主力，向桥上的6500－7000名施瓦本哨兵发起进攻。莱茵河的帝国军队大部分都驻扎在更北的曼海姆附近，那里更容易渡河，但因太远而无法支援凯尔的小分队。孔代的部队身处弗赖堡，也因支援所需的行军距离太长而无法放心。拉施塔特的菲斯滕贝格部队同样无法及时驰援凯尔。施瓦本人寡不敌众，无人增援。一天之内，莫罗有四个师团在凯尔过河。施瓦本人的特遣队被毫不客气地赶出凯尔——有传言称他们是在法军逼近时逃跑了，并于7月5日在拉施塔特进行重组。尽管卡尔无法将大部分兵力从曼海姆或卡尔斯鲁厄撤走，法国军队也在河对岸集结，但施瓦本人还是设法守住了拉施塔特，直至援军到来。 |
| 6月28日 伦兴                                   | 20000人                | 6000人             | 法军 | 莫罗的部队与正保卫穆尔格河防线、由拉图尔指挥的哈布斯堡奥地利军队发生冲突。德赛率领莫罗部队的一个侧翼袭击奥地利人，把他们赶回了阿尔布河之后。 |
| 7月21日 新维德                                 | 兵力不详               | 8000人             | 法军 | 儒尔当最南端的侧翼遭遇了帝国和黑森部队 |
| 7月4日 拉施塔特之战                            | 19000名步兵 1500名骑兵 | 6000人             | 法军 | 主要涉及奥地利侧翼的转向。 |
| 7月8日 吉森                                    | 20000人                | 4500人             | 法军 | 法国人出其不意地袭击了一支孱弱的奥地利守军，并占领了这座城市。 |
| 除非另有说明，所有的部队人数和行动目标均引用自 |                        |                    |      | |

### 法国人的攻势

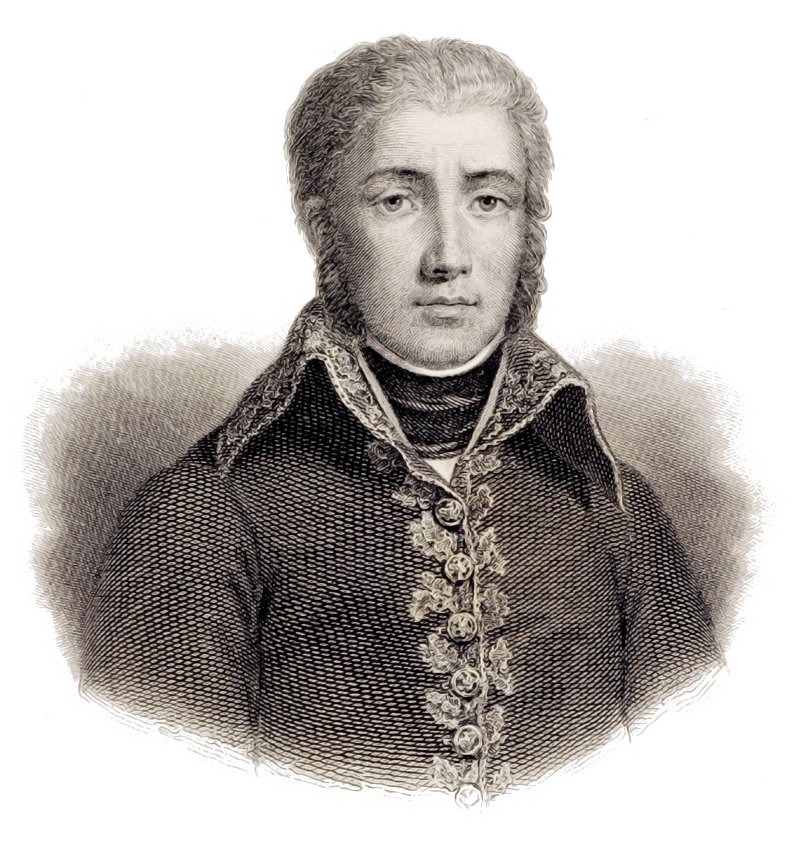
让·维克多·莫罗，莱茵与摩泽尔集团军总司令

卡尔意识到需要增援，并担心其部队会受到莫罗师团在凯尔和许宁根出其不意的跨河所包围，于是带着更多的部队来到拉施塔特附近，准备于7月10日攻打莫罗。法国人率先于7月9日发动进攻，使他措手不及。尽管感到意外，卡尔还是在埃特林根之战中击退了德赛的右翼进攻，但圣西尔和塔波尼在城东的山丘上连连告捷，威胁到了他的侧翼。莫罗损失了36000名士兵中的2400人，而卡尔的32000名士兵中则有2600人丧失战斗力。然而，由于担心补给线的安全，卡尔开始谨小慎微地向东撤退。
法国人的成功仍在延续。由于卡尔不在北方，儒尔当得以跨过莱茵河，把瓦滕斯莱本赶回了兰河后方。7月10日，当卡尔在埃特林根忙得不可开交时，桑布尔与默兹集团军在弗里德贝格之战（又称林堡之战）中击败了对手，进一步向前推进。在此次行动中，奥地利人伤亡1000人，法国人伤亡700人。儒尔当于7月16日占领了美因河畔法兰克福。他留下弗朗索瓦·塞弗兰·马尔梭率28000名士兵对美因茨和埃伦布赖特施泰因实施封锁，自己继续向美因河推进。依照卡诺的策略，法军指挥官继续向瓦滕斯莱本的北侧进攻，迫使奥国将军后撤。儒尔当麾下共有46197人，而瓦滕斯莱本的部队则有36284人；瓦滕斯莱本认为攻击更强大的法军没有安全感，于是继续向东北撤退，从而远离了卡尔的侧翼。在前进动力和捕获奥地利补给的鼓舞下，法国人于8月4日又占领了维尔茨堡。三天后，桑布尔和默兹集团军在克莱贝尔的临时指挥下，于8月7日在福希海姆赢下了与瓦滕斯莱本的另一场战斗。
与此同时，1796年7月21日，身处南部的莱茵与摩泽尔集团军在斯图加特附近的坎施塔特与卡尔的撤退部队持续发生冲突。施瓦本人和巴伐利亚选侯开始与莫罗谈判以寻求救济；到7月中旬，莫罗的集团军已经控制了德意志西南部的大部分地区，并与西南部的大多数邦国签订了惩罚性的停战协议。帝国的行政圈部队在余下的军事行动中几乎再无参与，并于7月29日在里斯河畔比伯拉赫被他们的指挥官弗勒利希强制解除武装，然后解散，返回自己的家园。卡尔和哈布斯堡部队于8月2日左右通过施泰格附近盖斯林根撤退，并于8月10日到达讷德林根。当时，莫罗的45000名士兵以内勒斯海姆为中心展开了40公里长的阵线，但两翼都没有设防。与此同时，费里诺的右翼部队在梅明根以南的偏远处失去了联系。卡尔原计划越过多瑙河南岸，但莫罗离得很近，足以阻挠他的行动。大公决定转而发动进攻。
| 7月9日 埃特林根                                | 36000人 | 32000人 | 法军 | 莫罗率领由步兵、骑兵和马车炮兵组成的师团与德赛的左翼并肩作战。马尔施村庄曾两度被法国人占领，但每次都被奥地利人夺回。拉图尔试图以骑兵强行绕过离开的法国人，但被预备役的骑兵所阻挡。拉图尔发现自己的骑兵在厄蒂希海姆附近寡不敌众，便用大炮将法国骑兵围困。在莱茵河平原的战斗意志持续至夜里10:00。法国一翼的指挥官命令部队不要强攻，一旦遇到强烈抵抗时就撤退。每次进攻都推进到山脊上，然后又退回山谷。当第五次团攻失败时，守军终于作出反应，冲下斜坡切断了法军。法军遂以集结的掷弹兵连队进攻奥国的一个侧翼，其他预备役部队向另一个侧翼进发，并向中部发起反击。攻击奥地利右翼的法军则隐藏在附近的黑伦阿尔布镇上。当奥地利人撤退时，法国人跟着他们爬上山脊，进入敌人的阵地。尽管如此，凯姆（奥国指挥官）的士兵还是开火了，勒古布的掷弹兵陷入混乱，以至于他们的首领差点被俘。 |
| 7月10日 弗里德贝格                             | 30000人 | 6000人  | 法军 | 在得知莫罗成功进攻凯尔后，儒尔当越过了莱茵河，向瓦滕斯莱本的部队发起进攻，并将他逼至美因河以南。 |
| 7月21日 坎施塔特                               | 不详    | 8000人  | 法军 | 莫罗的部队袭击卡尔的后防线。 |
| 除非另有说明，所有的部队人数和行动目标均引用自 |         |         |      | |

### 停滞
在战役的这个阶段，任何一方都可以通过联合各自的集团军来击溃对方。瓦滕斯莱本的固执使卡尔大为沮丧；瓦滕斯莱本是个老战士，参加过七年战争，出身贵族，他认为没有必要屈从一位25岁将军的意愿，即使这位将军是大公、是神圣罗马皇帝的兄弟，也是他的总司令。瓦滕斯莱本完全无视卡尔的指示或要求——后者要求他们联合侧翼，以便集结起来以统一的战线面对法国人，但他继续向东北撤退，远离总司令。
莫罗和儒尔当也面临着类似的困难。儒尔当继续专注于追击瓦滕斯莱本；莫罗则继续一心一意地追击卡尔，深入巴伐利亚。法国集团军越来越远离莱茵河，越来越远离彼此，这拉长了补给线，减少了互相掩护两翼的可能性。拿破仑后来在写到莫罗的举动时，称“他不知道在左边还有一支法国集团军”。历史学家希欧多尔·艾罗尔特·道奇断言，联合部队“本可以彻底压垮奥地利人”。
| 8月11日 内勒斯海姆                              | 47000人 | 43000人  | 法军     | 在诺伊马克特，卡尔掠过了儒尔当麾下、由让-巴蒂斯特·贝尔纳多特少将指挥的一个师。这一行动使大公正好身处在法军的右后方，并得以说服瓦滕斯莱本调转部队与卡尔会合。战斗结束后，卡尔将其部队撤回到更往东处，使莫罗远离儒尔当的翼部，从而削弱了法军的战线。在引诱莫罗远离儒尔当、令他无法对桑布尔与默兹集团军提供任何支援后，卡尔率领27000人的部队向北行军，于8月24日与瓦滕斯莱本会合；他们的联合部队在安贝格击败了儒尔当，进一步分裂了法国的战线，使儒尔当向北，莫罗向南。由于其战线更加紧凑，卡尔在战略和战术上都处于优势地位。 |
| 8月17日 苏尔茨巴赫                              | 25000人 | 8000人   | 法军     | 在苏尔茨巴赫，即距纽伦堡以东45公里的一个小村庄内，克莱贝尔率领一部分桑布尔与默兹集团军对抗奥国陆军少帅保罗·克雷。奥军死伤900人，另有200人被俘。 |
| 8月22日 代宁                                    | 9000人  | 28000人  | 战术平局 | 贝尔纳多特率领桑布尔与默兹集团军的一个师，担负着保卫集团军右翼的任务。雅克·菲利普·博诺将军本来要带同另一个师加入贝尔纳多特，但由于沟通不畅和道路不通，此举未能落实，贝尔纳多特师团变得孤立。卡尔大公得知法军被孤立，遂率28000名士兵向诺伊马克特进发，意欲摧毁法国人，并侵入儒尔当的撤退线。然而在代宁，法国人倚仗有利的地形进行抵抗，尽管兵力仅为对手的三分之一，他们还是击退了奥地利人的多次进攻，贝尔纳多特亲自率领的一次反攻因夜幕降临而结束了战斗，双方均未屈服。翌日，贝尔纳多特向东北方向撤退，奥军追击，但贝尔纳多特阻止了卡尔切断儒尔当与莱茵河联系的企图。卡尔还将其补给线向北转移，所以他的补给线是来自波希米亚而非南部。 |
| 8月24日 安贝格                                  | 2500人  | 40000人  | 盟军     | 卡尔进攻法军右翼，瓦滕斯莱本则从正面进攻。法国的桑布尔与默兹集团军因寡不敌众而被击败，儒尔当向西北撤退。奥地利人派出的40000名士兵中只有400人伤亡。法军伤亡1200人，交战的34000人中有800人被俘。 |
| 8月24日 弗里德贝格                              | 59000人 | 35500人  | 法军     | 就在安贝格之战的同一天，从多瑙河南岸向东推进的法国军队追上了一支孤立的奥地利步兵部队：施罗德第七步兵团和孔代的法国保皇派部队。在随后的冲突中，奥地利人和保皇党人四分五裂。尽管卡尔命令拉图向北撤退到因戈尔施塔特，拉图却向东撤退以保护奥地利边境。这使莫罗有机会将其集团军部署在两支奥地利部队（瓦滕斯莱本和卡尔）之间，但他没有抓住这个机会。 |
| 9月1日 盖森费尔德                               | 不详    | 约6000人 | 法军     | 弗里德里希·奥古斯特·约瑟夫·冯·瑙恩多夫将军和拉图尔率领一部分莱茵集团军对抗法国的莱茵与摩泽尔集团军。拉图尔向东撤退；瑙恩多夫则留在阿本斯贝格掩护奥地利后方。这时，莫罗意识到他的兵力暴露得多么严重，于是开始向西朝乌尔姆撤退。 |
| >除非另有说明，所有的部队人数和行动目标均引用自 |         |          |          | |

### 哈布斯堡的反攻

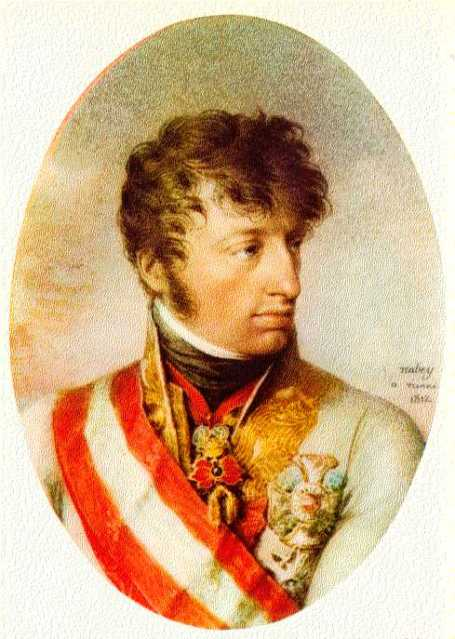
卡尔大公是哈布斯堡最优秀的军事将领之一，也是奥地利和帝国军队的总司令

8月11日爆发的内勒斯海姆之战是一个转折点；这是在广阔的战线上发生的一系列冲突，在此期间，奥地利人击退了莫罗的右翼（南部），几乎占领了他的炮兵营地。第二天，当莫罗准备作战时，却发现奥地利人已经溜走，正在渡过多瑙河。两军都损失了大约3000人。
同样，儒尔当在北部也遭遇挫折，8月17日在苏尔茨巴赫的一场冲突中，保罗·克雷率领的奥地利人造成了法军1000人伤亡、700人被俘，己方则有900人伤亡、200人被俘。尽管损失惨重，法国人仍继续前进。8月18日，瓦滕斯莱本的部队撤退到纳布河后方，当儒尔当逼近纳布河时，他派让-巴蒂斯特·贝尔纳多特的师团驻扎在诺伊马克特监视卡尔，希望这样可以防止奥地利人向他发动奇袭。但他们不知道的是，卡尔从多瑙河以南得到了援军，使奥地利人的兵力达到了60000人。卡尔留下35000名士兵供拉图尔指挥，以牵制多瑙河沿岸的莱茵与摩泽尔集团军。

#### 哈布斯堡联合阵线

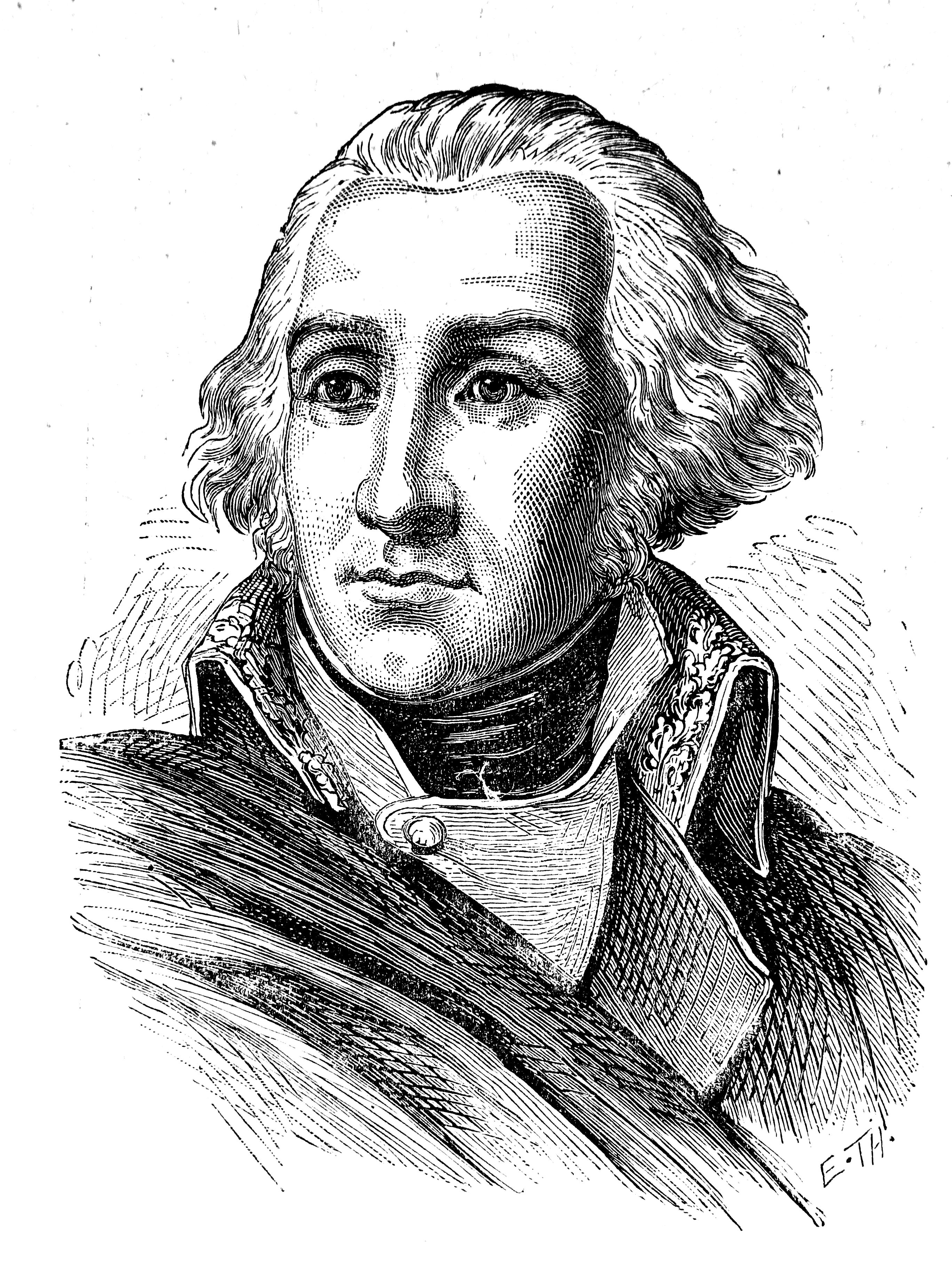
儒尔当在法国大革命战争中成为法国的主要将领之一

至此，卡尔清楚地认识到，如果他能联合瓦滕斯莱本，就可以连续解决掉两支法国集团军。在获得了足够的援军，并把他的补给线从维也纳转移至波希米亚之后，他计划北移与瓦滕斯莱本联合：如果这固执的老人不去找他，那么年轻的大公就去找这固执的老人。卡尔率领着25000名精锐部队，越过了雷根斯堡的多瑙河北岸。
1796年8月22日，卡尔和弗里德里希·奥古斯特·约瑟夫·冯·瑙恩多夫在诺伊马克特遭遇了贝尔纳多特的师团。寡不敌众的法国人遂通过纽伦堡附近阿尔特多夫被驱逐至西北部的佩格尼茨河附近。在留下弗里德里希·冯·霍茨率领一个师去追击贝尔纳多特之后，卡尔继续向北进攻儒尔当的右翼。当卡尔和瓦滕斯莱本的部队向桑布尔与默兹集团军聚集时，这位法国统帅下令向安贝格撤退。8月20日，莫罗给儒尔当发去消息，郑重宣告要密切关注卡尔，但他没有这样做。在8月24日的安贝格之战中，卡尔击败了法国人，并摧毁了他们的两个后卫营。40000名奥地利士兵中有400人伤亡。而在法军的34000名士兵中则伤亡1200人、另有800人和2面旗帜被俘。儒尔当首先撤退至苏尔茨巴赫，继而转移至到维森特河，贝尔纳多特于8月28日与他会合。与此同时，霍策重新占领了纽伦堡。儒尔当本以为莫罗会令卡尔在南方疲于奔命，此时却发现自己面对的是数量上占优的敌人。
儒尔当退回到施韦因富特时，他看到了收复失地的机会：向美因河上的一个重要据点维尔茨堡开战。与此同时，在法国军队中不断恶化的妒贤嫉能和对立情绪随着夏季的到来而达到顶点。儒尔当与他的侧翼指挥官克莱贝尔发生口角，这位军官突然辞去了他的指挥官职务。克莱贝尔阵营的两位将军——贝尔纳多特和科劳，都找借口立即离开军队。面对这次哗变，儒尔当以亨利·西蒙将军取代了贝尔纳多特，并将科劳的部队分散到其他师团中。儒尔当带着重组后的部队，与由西蒙、让-艾蒂安·瓦希耶·尚皮奥内和保罗·格勒尼耶率领的30000人步兵师，以及雅克·菲利普·博诺率领的预备役骑兵部队，共同向南推进。勒费弗尔师团的10000兵力则留在施韦因富特，以备必要时组织撤退。
由于预见到了儒尔当的行动，卡尔于9月1日率领其部队奔赴维尔茨堡作战。在集结了霍策、什塔雷、克雷、约翰·西吉斯蒙德·里施、约翰一世·约瑟夫以及瓦滕斯莱本的师团后，奥地利人赢得了9月3日的维尔茨堡之战，迫使法军撤退到兰河。卡尔在该地区的44000名士兵中损失了1500人，而人数超过他的法军则损失了2000人。另一权威来源称，法军伤亡2000人、另有1000人和7门炮被俘，而奥军则伤亡1200人、另有300人被俘。无论如何，在维尔茨堡的损失迫使法国人于9月7日解除了对美因茨的围困，并将这些部队进一步向东转移以加强他们的防线。
9月10日，马尔梭率12000名士兵增援正封锁美因茨东部、但备受压迫的桑布尔与默兹集团军。让·阿尔迪的师团从美因茨西部撤退到纳厄河，并在那里挖了战壕。此时，法国政府才姗姗将雅克·麦克唐纳和让·卡斯泰尔贝·德·卡斯泰尔韦指挥的两个师从法国无所事事的北方集团军中调来。麦克唐纳的师团停留在杜塞尔多夫，卡斯泰尔韦的师团则在兰河下游与法军阵线会合。这些援军使儒尔当的兵力增加到50000人，令他面对卡尔具有一定的优势；但他放弃了在美因茨的围城、以及后来在曼海姆和菲力普斯堡的围城，分别导致了16200名和11630名哈布斯堡士兵得以松动来增援卡尔本就压倒性的兵力。
莫罗似乎没有注意到儒尔当的处境。他仍然身处儒尔当以东很远的地方，并于8月19日越过多瑙河南岸，只留下安东尼·纪尧姆·德尔马斯的师团在北岸。在8月20日之前，莫罗便意识到卡尔已横渡多瑙河向北挺进，但这位法国将军并未追击他，而是往东向莱希河挺进。费里诺的右翼在上施瓦本和巴伐利亚四处游荡，似乎漫无目的，但终于在8月22日重新加入莱茵与摩泽尔集团军——尽管德拉伯德的师团仍在南部。费里诺唯一值得注意的行动是8月13－14日在卡姆拉赫击退了孔代集团军5000－6000人的夜袭。法国保皇派及其雇佣军伤亡720人，而费里诺则损失了一些战俘。在这次行动中，马克西米利安·塞巴斯蒂安·富瓦上尉出色地领导了一支共和国的马车炮兵队。8月24日，斗志昂扬的拉图尔面对莱茵与摩泽尔集团军的最南端一翼，在奥格斯堡附近的莱希河开战。尽管水位上涨，一些士兵被淹死，圣西尔和费里诺还是发起了渡河攻击。在弗里德贝格之战中，法国人击溃了一个奥地利步兵团，造成对手600人伤亡，另有1200人及17门野战炮被俘。法军的伤亡人数则为400人。
在接下来的几天里，儒尔当的部队再次撤退到莱茵河西岸。在迪茨遭遇灾难性的恐慌之后，卡斯泰尔韦于新维德守住了东岸的战壕，安德烈·庞塞特越过了波恩，而其他师团则退到锡格河后方。9月22日，儒尔当将指挥权移交给了伯农维尔侯爵皮埃尔·里尔。卡尔在北部留下了32000－36000兵力、在美因茨和曼海姆留下了逾9000人，自己则带着16000名士兵向南推进，协助拦截莫罗。弗朗茨·冯·韦尔内克被派来指挥北部军队。虽然伯农维尔的部队增兵至80000人，但他在1796年秋冬仍完全处于被动状态。声名狼藉的卡斯泰尔韦后来被雅克·德雅尔丹取代。
| 9月3日 维尔茨堡                                | 30000人 | 30000人 | 哈布斯堡 | 对莫罗而言不幸的是，儒尔当在安贝格的溃败，以及随后在维尔茨堡的第二次战败，摧毁了法军的攻势；法国人失去了重新联合阵线的机会；莫罗和儒尔当都不得不向西撤退。 |
| 9月7日 美因茨                                  | 36000人 | 50000人 | 哈布斯堡 | 卡尔在维尔茨堡打败了儒尔当的部队后，莫罗不得不从美因茨撤军。 |
| 9月9日 威斯巴登                                | 15000人 | 12000人 | 哈布斯堡 | 大公的几支部队攻击了儒尔当的后卫部队。这一行动迫使儒尔当的部队在远离莫罗撤退线的地方巩固战线。 |
| 9月16－18日 林堡及阿尔滕基兴                   | 45000人 | 20000人 | 哈布斯堡 | 9月16－18日，卡尔在林堡之战中击败桑布尔与默兹集团军。克雷在吉森向法军左翼的格勒尼耶部队发起进攻，但被击退。在战斗中，博诺身负重伤，并于6个月后去世。与此同时，卡尔在林堡对马尔梭右翼的庞塞特师团展开主攻。经过一整天的战斗，除了在附近迪茨的一个小桥头堡，庞塞特的防线依然保持完好。尽管没有受到威胁，但驻守桥头堡的卡斯泰尔韦当晚却惊慌失措，在没有得到马尔梭命令的情况下便撤走了他的师团。由于在其右方缺了一个大口，马尔梭与贝尔纳多特（此时已重返军中）遂向阿尔滕基兴撤退，使左翼得以脱困。马尔梭于19日深受致命伤，翌日早上死亡。这彻底切断了儒尔当和莫罗的集团军之间唯一可能的联系，让卡尔得以集中精力对付莱茵与摩泽尔集团军。 |
| 9月17日 埃伦布赖特施泰因                       | 不详    | 2600人  | 哈布斯堡 | 哈布斯堡的一支分遣队自6月9日以来一直被儒尔当的部分后卫部队困在要塞。 |
| 9月18日 第二次凯尔                             | 7000人  | 5000人  | 僵局     | 最初，奥地利人能够占领凯尔的桥渡，但是法国人的援军把他们推下了桥。在这天结束时，法军已经无法突破奥军对通往桥梁的所有东岸通道的控制权，奥军建立了一个强大的封锁线，迫使莫罗向南移动到许宁根的其余桥头堡。法国师团将军拉扎尔·奥什在行动中阵亡。 |
| 10月2日 比伯拉赫                               | 35000人 | 15000人 | 法军     | 在乌尔姆西南35公里处的里斯河畔比伯拉赫，正在撤退的法军停了下来，对紧追不舍的盟军部队展开猛烈反击。寡不敌众的拉图尔顽强地跟随法军撤退，在比伯拉赫遭到莫罗的重创。莫罗损失500人，但造成对手300名士兵伤亡，并俘获了4000人、18门大炮和两面旗帜。交战过后，跟在法国人后面的拉图尔保持了一段较为礼让的距离。 |
| 除非另有说明，所有的部队人数和行动目标均引用自 |         |         |          | |

### 莫罗的撤退

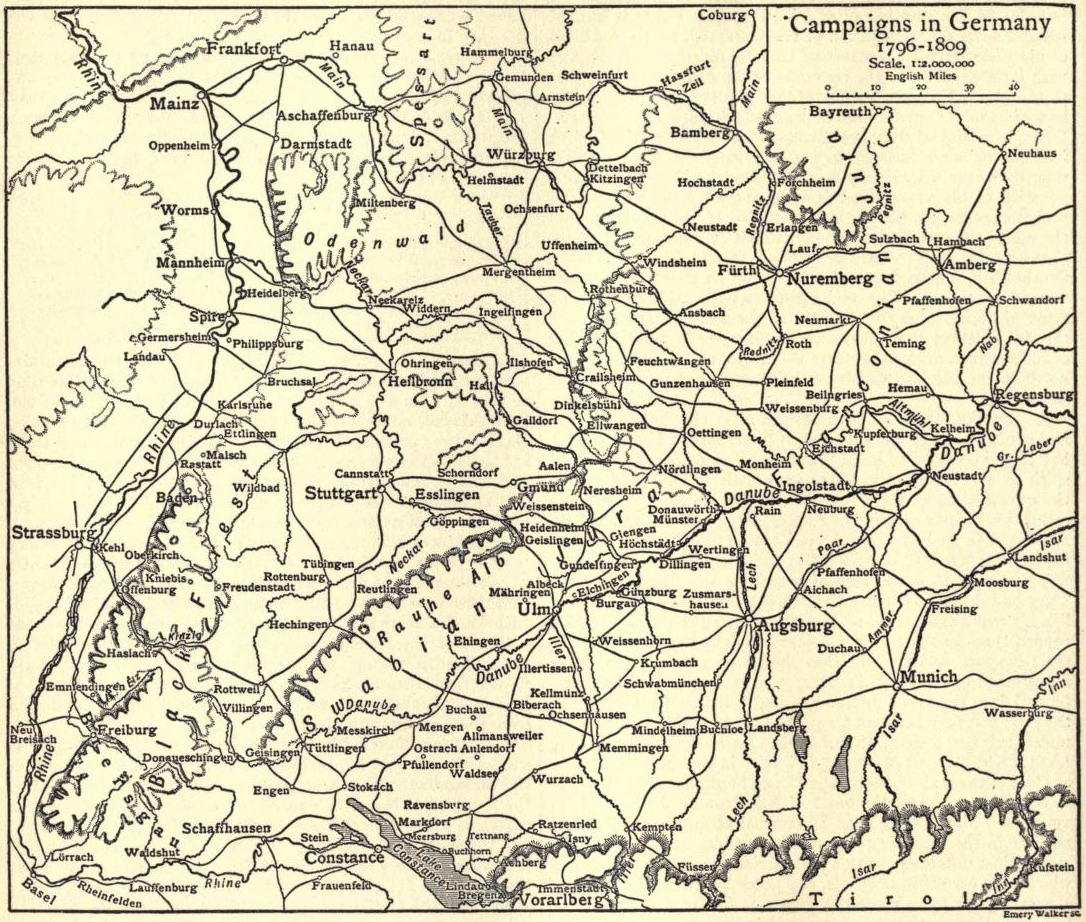
1796年至1809年的德意志各战役示意图

当卡尔率其部队破坏了法国人在北方的战略构想时，莫罗仍在巴伐利亚缓慢移动。虽然圣西尔于9月3日占领了弗赖辛的伊萨尔河桥渡，但拉图尔及其哈布斯堡部队已在兰茨胡特重新集结。拉图尔怀有全歼南部莫罗集团军的壮志，遂向法军的后卫部队发起猛烈的攻势。圣西尔的中央部队被派去攻打拉图尔的中央部队，而费里诺则受命转左迎战孔代和卡尔·冯·梅坎丁麾下的奥地利人。费里诺离得太远，无法介入，但他的同僚击退了奥地利人，占领了里斯河畔比伯拉赫，连同缴获4000名奥地利俘虏、18门炮和两面旗帜。法军伤亡500人、奥军伤亡300人，但这是法军在莱茵战役中的最后一次重大胜利。9月10日，莫罗派德赛前往多瑙河北岸，但卡尔无视这一威胁，因为这会分散他的注意力。
局势很快便明朗起来：和北方的儒尔当部队一样，莱茵与摩泽尔集团军也孤立无援，并且战线过长，不得不撤退。九月上旬，在巴伐利亚，拉图尔的16960名士兵向东追击莫罗的部队，弗勒利希的10906名士兵从南部赶来；瑙恩多夫的5815人和佩特拉施的5564人则分别继续向北和向西挺进。9月18日，佩特拉施率5000名奥地利人曾短暂占领了在凯尔的设防桥头堡，但随后被巴尔塔扎尔·亚历克西斯·亨利·绍恩堡的反击赶了出来。双方各有2000人阵亡、负伤和被俘。佩特拉施的士兵们没有像他们应该做的那样烧毁桥梁，而是对法军营地实施抢劫，从而失去了将绍恩堡部队困在莱茵河西岸机会。
莫罗于9月19日开始撤退。至21日，莱茵与摩泽尔集团军已到达伊勒河。10月1日，奥地利人发起进攻，却被克劳德·勒古布率领的一个旅击退。10月2日，拉图尔的部队被部署至里斯河后方的不利位置。莫罗遂命令德赛的左翼进攻由齐格弗里德·冯·科斯波特指挥的拉图尔右翼。与此同时，莫罗亲率39000名士兵出击，在比伯拉赫之战中战胜了拉图尔的24000名士兵。
莫罗想经由金齐希河谷从黑林山撤退，但瑙恩多夫挡住了这条路。相反，圣西尔的纵队率先越过赫伦塔尔谷地，突破了奥地利人在诺伊施塔特布下的大网，并于10月12日到达弗赖堡。莫罗的补给队列沿维瑟河顺流而下送往许宁根。这位法国将军想沿着莱茵河往下到达凯尔，但这时卡尔带着35000名士兵挡住了他的去路。为了让他的补给队列安全离开，莫罗需要坚守阵地多几天。10月19日，埃门丁根之战打响，32000名法军伤亡1000人，另有1800人及两面旗帜被俘。参战的28000千名奥地利士兵中也损失了1000人。米歇尔·德·博佩与瓦滕斯莱本双双阵亡。10月20日还发生了一些零星战斗，但当卡尔于10月21日挺进时，法国人已经离开。
莫罗派德赛的侧翼前往莱茵河西岸的布赖萨赫，然后亲自带领他的主力部队在施林根作战。圣西尔占据了左侧靠近莱茵河的低地，而费里诺则守卫着右侧的丘陵。卡尔希望让法国人转右并使莫罗的部队陷入设在莱茵河的圈套。在10月24日的施林根之战中，参战的32000名法国人中有1200人伤亡，奥地利军队的36000人中则有800人伤亡。法军抵挡住了奥军的攻势，但在第二天撤退，并于10月26日再次越过莱茵河西岸。在南部，法国人占有两个东岸桥头堡。莫罗命令德赛防守凯尔，而费里诺和让·夏尔·阿巴图奇则保卫许宁根。
| 10月19日 埃门丁根                              | 32000人 | 28000人 | 哈布斯堡 | 双方都受到大雨的阻碍；地面又软又滑，莱茵河和埃尔茨河水泛滥成灾。这增加了骑行攻击的危险，因为马匹无法获得良好的立足点。卡尔的部队只能小心翼翼地追击法国人。法国人试图通过摧毁桥梁来减缓追击者的速度，但奥地利人克服了水位上涨的河流，并设法修复了桥梁。当到达埃门丁根以东几英里时，大公将其部队分成了四支纵队。位于埃尔茨河上游的瑙恩多夫纵队率领8个营和14个中队向西南方向的瓦尔德基希挺进；瓦滕斯莱本则率领12个营和23个中队向南推进，以夺取埃门丁根的埃尔茨河桥梁。拉图尔指挥6000人穿过海姆巴赫和马尔特丁根的山麓，占领位于里格尔和埃门丁根之间的肯德灵根桥梁；而菲斯滕贝格的纵队需要攻占里格尔以北3.2公里处的金青根。弗勒利希和孔代（瑙恩多夫纵队的一部分）负责在斯泰格谷地牵制费里诺和法军右翼。瑙恩多夫的人能够伏击圣西尔的前进；拉图尔的纵队在马尔特丁根向博佩发起进攻，杀害了博佩将军，使他的部队陷入混乱。中间的瓦滕斯莱本一直受困于法国步枪兵的火力，直到其第三支（预备役）分遣队到达实现包抄；法军撤退过河，摧毁了所有的桥梁。 |
| 10月24日 施林根                                | 32000人 | 24000人 | 哈布斯堡 | 从弗赖堡撤退后，莫罗沿着山脊编排其军队，形成了一个11公里长的半圆形，高度可以掌控下面的地势。鉴于10月底的恶劣路况，卡尔无法从右包抄法国人的右翼。法国人的左翼过于靠近莱茵河，而法国人的中路则是无懈可击的。结果，他直接大规模攻击法军的两翼，从而增加了双方的人员伤亡。昂吉安公爵路易·安托万向法国左翼发起了一次猛烈（但未经授权）的攻击，切断了他们通过凯尔撤退的通道。瑙恩多夫的纵队通宵达旦行军，并向法军右翼发起进攻，将他们进一步击退。夜里，当卡尔正筹划翌日的进攻时，莫罗开始将他的部队撤回许宁根。尽管当时法国人和奥地利人都声称取得了胜利，但军事历史学家普遍认为奥地利人取得了战略优势。然而，法军井然有序地从战场上撤退，数日后从许宁根渡过莱茵河。 |
| 除非另有说明，所有的部队人数和行动目标均引用自 |         |         |          | |

### 拒绝停战及围城
莫罗向卡尔提出停战协议，大公很乐意接受，这样他便可以向意大利派遣10000名援军，但帝国枢密院指示他拒绝，并围困凯尔和许宁根。当卡尔奉命围城时，在1月初，法国人开始将两个师转移到意大利的拿破仑集团军。贝尔纳多特从桑布尔与默兹集团军中调集了12000名士兵、德尔马斯从莱茵与摩泽尔集团军中调集了9500名士兵南下支援拿破仑进攻维也纳。
卡尔没有派出同等数量的兵力前往意大利抵御援军，而是给了拉图尔29000名步兵和5900名骑兵，命令他攻占凯尔。凯尔围城战从1796年11月10日持续到1797年1月9日，在此期间，法军伤亡4000人，奥地利军伤亡4800人。根据一项谈判协议，法国人在凯尔投降，以换取卫戍部队无恙撤回斯特拉斯堡。同样，法国于2月5日也交出了位于许宁根的东岸桥头堡。
| 10月24日－1797年1月9日 凯尔                    | 20000人 | 40000人 | 哈布斯堡 | 德赛率领的法国卫戍部队和法军总司令莫罗发动了一次出城突袭，几乎攻占了奥地利炮兵营地，也几乎搅乱了围城；法军在混战中俘获了1000名奥军士兵。1月9日，法国将军德赛向拉图尔将军提出撤退，他们同意奥地利人次日，即1月10日16:00进入凯尔。法国人即时修复桥梁，并于14:00之前恢复通行，这给了他们24小时来撤离任何有价值的东西，并破坏其他所有东西。到拉图尔占领要塞时，已经没有任何东西可用了：所有的栅栏、弹药，甚至连运载炸弹和榴弹炮的马车都被撤走。法国人确保不会留下任何可供奥地利或帝国军队使用的东西；即便堡垒本身也仅剩一片废墟。围城在耗时115天后（其中经历了50天的露天壕战）宣告结束。 |
| 11月27日－1797年2月1日 许宁根                  | 25000人 | 9000人  | 哈布斯堡 | 在奥地利人于施林根之战获胜的几天后，菲斯滕贝格的部队就发起了围城战。其大部分围攻都与1月9日结束的凯尔围城战同期进行。当凯尔的交战结束后，当地的部队向许宁根行军，准备发动一次重大进攻，但法国守军于1797年2月1日投降了。卫戍司令阿巴图奇在战斗初期阵亡，由乔治·约瑟夫·迪富尔接替。相关战壕最初于11月挖通，但在此之后的数周内又被冬雨和降雪填满。菲斯滕贝格命令他们重新挖通，积水于1月25日排空。战壕周边的土木工事由帝国军队负责保护。至1月31日，法国人尚未能把奥地利人赶跑。卡尔于当日抵达，并在附近的勒拉赫与菲斯滕贝格会面。1月31日至2月1日夜间相对平静，城镇只受到普通的炮火破坏。1797年2月1日中午，当奥地利人准备进攻桥头堡时，法国师团将军迪富尔先发制人，主动放弃阵地，避免了一次对双方来说都是代价高昂的战斗。2月5日，菲斯滕贝格终于占领了桥头堡。 |
| 除非另有说明，所有的部队人数和行动目标均引用自 |         |         |          | |

## 影响
莫罗将部队转移到意大利的行为，以及卡尔的不作为，这从根本上改变了1796年意大利战役的结果。在行动初期，法国的军事策划者就计算出，前往维也纳的最佳路线是通过德意志，而非意大利；因此，他们将大部分兵力集中在长期以来被法国人和神圣罗马帝国视为两国政治之间主要障碍的莱茵河。军队占领了对岸便可以控制渡口的通道。他们在意大利战役中仅以37000人和60门炮去对抗逾50000兵力的盟军部队，便是这一理念的深刻体现。尽管如此，拿破仑还是在米莱西莫之战（4月13至14日）和一个月后的洛迪之战中成功地将撒丁人和奥地利盟军隔绝开来。然后，在1796年5月30日的波吉托之战中，他又成功将那不勒斯人与奥地利人隔绝。
在忙于保卫被围困的凯尔和许宁根桥头堡的同时，莫罗一直在向南调遣部队来支援拿破仑。1797年1月，奥地利在里沃利会战中战败，盟军伤亡约14000人，拿破仑得以包围并占领曼图亚附近的奥地利救援纵队。不久之后，这座城市向法国投降，法国人继续向东挺进奥地利。在卡尔率领奥地利军队展开一系列短暂的军事行动后，法国人已推进至距离维也纳仅161公里处的尤登堡，奥地利人同意休战五天。拿破仑声称已缴获150000名战俘、170杆标准武器、500门重炮、600门枚野战炮、5具舟桥纵列、9艘风帆战列舰、12艘巡防舰、12艘护卫舰和18艘桨帆船；在一个不仅以占领战场，而且以俘虏和战利品的数量来衡量胜利的时代，这场战役是决定性的胜利。尽管在莱茵兰，卡尔恢复了战前的状态。
1797年4月18日，奥地利与法国同意停战；接下来是为期五个月的谈判，至1797年10月18日促成了《坎波福尔米奥之和》，宣告第一次反法同盟战争正式结束。和约后续通过拉施塔特会议来执行，由各方在会上瓜分战利品。坎波福尔米奥的条款一直生效至1798年，然而两派恢复了各自的军事力量，开始第二次反法同盟战争。尽管重启了军事行动，会议仍继续在拉施塔特举行，直至1799年4月法国代表团遭到暗杀。

## 评论
美国军事史学家希欧多尔·艾罗尔特·道奇称卡尔的军事行动极具“驾驭能力”，但也指出莱茵战役与意大利战役的结局有所不同。“在德意志，每一个对手都在开始的地方结束；拿破仑则用其新的作战方式赢得了整个意大利北部”。道奇认为莫罗是个“庸才”，而儒尔当甚至更差。他表示，卡诺的计划允许两支北部集团军在分开的线路上各自行动，这本身就是一种失败。 
拉姆塞·韦斯顿·菲普斯在他对法国大革命战争的五卷分析著作中，推测了莫罗为何因其所谓的撤退技巧而闻名于世。菲普斯认为，莫罗被拉图尔、瑙恩多夫和弗勒利希等劣等纵队赶回法国，并不高明。他坚称，即使在推进的过程中，莫罗也是优柔寡断的。以步兵准将身份参加了这一系列军事行动的让·德迪厄·苏尔特指出，儒尔当也犯了很多错误，但法国政府的错误更为严重。法国人无力支付军中补给，因为他们的货币毫无价值，所以士兵们偷走了一切。此举破坏了军纪，招致当地居民反对法国人。儒尔当似乎对莫罗答应追击卡尔的承诺抱有毫无根据的信心。他决定在维尔茨堡开战，部分原因是为了不让莫罗陷入困境。

### 脚注
1. 1 2 3 4  Blanning，第41–59页
2. ↑  Dupuy，第156页
3. ↑  Bertrand，第283–290页
4. ↑  Phipps，第184页
5. ↑  Clerget，第62页
6. ↑  Smith，第111, 120页
7. ↑  Whaley，第17–20页
8. 1 2  Walkery，第1–3章
9. ↑  Vann
10. ↑  Walkery
11. ↑  Knepper，第5–19页
12. ↑  Knepper，第19–20页
13. 1 2  Ersch，第64–66页
14. ↑  Hansard，第249–252页
15. ↑  Volk，第159–167页
16. 1 2  Gates，第6章
17. 1 2 3 4  Dodge，第286–287页
18. 1 2 3 4  Chandler，第46–47页
19. ↑  Phipps，第278页
20. 1 2 3  Rothenberg，第1–5页
21. ↑  Haythornthwaite，第24页
22. 1 2 3  Smith，第111–114页
23. 1 2  Smith，第124页
24. ↑  Rothenberg，第2–3页
25. 1 2 3  Smith，第111页
26. ↑  Rickard 1
27. ↑  Rickard 3
28. ↑  Smith & Kudrna
29. 1 2 3 4  Dodge，第288页
30. ↑  Smith，第115页
31. 1 2 3  Smith，第114页
32. ↑  Charles 1893，第72, 153–154页
33. ↑  Smith，第15页
34. 1 2  Charles 1893，第153–154页
35. 1 2  Graham，第18–22页
36. ↑  Smith，第116页
37. 1 2 3 4  Dodge，第290页
38. ↑  Charles 1893，第72, 153页
39. 1 2 3  Smith，第120页
40. 1 2 3 4 5 6  Smith，第111–132页
41. 1 2 3  Smith，第117页
42. 1 2 3 4 5  Dodge，第296页
43. ↑  Phipps，第302页
44. ↑  Smith，第115–116页
45. 1 2 3  Dodge，第292页
46. ↑  Phipps，第292页
47. 1 2 3  Rickard 2
48. 1 2  Phipps，第293页
49. 1 2 3 4  Smith，第120–121页
50. ↑  Barton，第146页
51. ↑  Barton，第142-147页
52. ↑  Smith，第121页
53. 1 2  Dodge，第292–293页
54. 1 2 3 4  Dodge，第297页
55. ↑  Phipps，第328–329页
56. 1 2 3  Dodge，第298页
57. ↑  Phipps，第348–349页
58. ↑  Dodge，第301页
59. ↑  Smith，第122页
60. ↑  Phipps，第353–354页
61. ↑  Phipps，第326页
62. ↑  Phipps，第330–332页
63. ↑  Phipps，第334–335页
64. ↑  Phipps，第366页
65. ↑  Phipps，第420页
66. ↑  Dodge，第344页
67. ↑  Phipps，第389页
68. ↑  Phipps，第360–364页
69. ↑  Rose，第102页
70. 1 2 3 4 5  Smith，第125页
71. ↑  Dodge，第304–306页
72. 1 2  Dodge，第302–303页
73. ↑  Phipps，第367页
74. ↑  Phipps，第369页
75. ↑  Dodge，第304页
76. ↑  Phipps，第371页
77. 1 2  Dodge，第306–308页
78. 1 2  Dodge，第308–310页
79. ↑  Smith，第126页
80. ↑  Dodge，第311页
81. ↑  Register，第208页
82. ↑  Graham，第124–125页
83. ↑  Cuccia，第87–93页
84. ↑  Smith，第12–13, 125–133页
85. ↑  Phipps，第405–406页
86. ↑  Phipps，第393–394页
87. 1 2  Smith，第132页
88. ↑  Philippart，第279页
89. 1 2  Philippart，第127页
90. ↑  Smith，第131页
91. ↑  Archibald，第88页
92. ↑  Mechel，第64–72页
93. ↑  Archibald，第88–89页
94. ↑  Smith，第111–116页
95. ↑  Philippart，第378页
96. 1 2  Smith，第131–133页
97. ↑  Lefebvre，第199–201, 234页
98. ↑  Dodge，第311–313页
99. ↑  Phipps，第400–402页
100. ↑  Phipps，第395–396页
101. ↑  Phipps，第347页